# Evarcha bakorensis
Evarcha bakorensis là một loài nhện trong họ Salticidae.
Loài này thuộc chi Evarcha. Evarcha bakorensis được Rollard & Wanda Wesołowska miêu tả năm 2002.